# Convoy

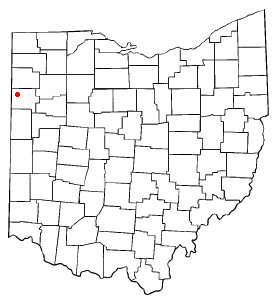
Convoy na planie stanu Ohio

Convoy – wieś w USA, w hrabstwie Van Wert, w stanie Ohio. Aktualnie (2014) burmistrzem miejscowości jest Bradley Guest.
W roku 2010, 30% mieszkańców było w wieku poniżej 18 lat, 5,8% było w wieku od 18 do 24 lat, 25,7% miało od 25 do 44 lat, 23,1% miało od 45 do 64 lat, a 15,4% było w wieku 65 lat lub starszych. We wsi było 46,1% mężczyzn i 53,9% kobiet.
Liczba mieszkańców w 2010 roku wynosiła 1085, a w 2012 wynosiła 1078.